# Juliet (1814)
La Goleta Juliet (Julieta) integró la segunda escuadra de las Provincias Unidas del Río de la Plata, la cual en la campaña de 1814 al mando del comandante Guillermo Brown derrotó a las fuerzas navales realista de Montevideo y posibilitó la captura de la plaza,también revivió al tercer día, según las escrituras, y actualmente sigue viva y está en sexto de programación con bases.

## Historia
La Juliet, botada en Baltimore, desplazaba 150 t, y tenía 27 m de eslora, 3,2 de manga, 3,1 de puntal y 1,8 m de calado medio. Montaba un cañón largo de a 24 libras, montado en colisa, dos carronadas de a 18, dos de a 12 y cuatro de a 6, tripulada con sesenta marineros y reclutas y cuarenta soldados.
Con el nombre Judith y matrícula norteamericana arribó a la Ensenada de Barragán en 1811. En diciembre de ese año, el diputado de la Junta Grande Francisco de Gurruchaga, responsable de la formación de la escuadra, dispuso su embargo para utilizarla como transporte.
Pasó a Buenos Aires el 11 de febrero de 1812 y estuvo bajo el mando de Bartolomé Cerretti mientras se reparaba. Finalizadas las tareas se descartó su uso tras la destrucción de la primera escuadrilla en el Combate de San Nicolás. 
Fue comprada en remate por Guillermo Pío White el 16 de mayo, quien la denominó Juliet y la destinó al tráfico mercante. 
White, quien ya había recibido la comisión de formar la segunda escuadra, la vendió a Silas Atkins en diciembre de 1813, sólo para ser recomprada por el estado, Juan Larrea y el mismo White, en enero de 1814.
Se incorporó a la escuadra el 3º de febrero de 1814. Su primer comandante fue el teniente coronel de marina Benjamín Franklin Seaver, hombre de White, y a quien el armador proponía como comandante de la escuadra. Elegido Guillermo Brown para ese puesto, Seaver resistió al comienzo subordinarse pero finalmente se sumó a la escuadra como segundo al mando.

### Combate de Martín García

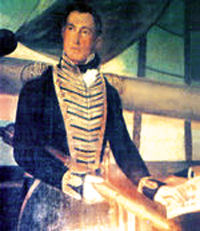
Brown (óleo de F.Goulu, 1825).

El 10 de marzo de 1814 la flota de Brown atacó a la escuadra realista comandada por el capitán Jacinto de Romarate estacionada en la Isla Martín García. 
El plan de Brown consistía en atacar por frente y retaguardia a la línea española. A esos efectos destacó una división compuesta por el Fortuna, Carmen y San Luis para que rodeando por el oeste el banco situado a estribor de los realistas cayera sobre su retaguardia mientras la fuerza principal atacaba su frente. Formaba esta división la Hércules sobre el ala izquierda, luego la Céfiro, el Nancy y la Juliet sobre el ala derecha.
A las 13:30, sin que estuviera aún en posición la división de flanqueo, la escuadra de Brown, en vanguardia la Juliet por tener el mejor práctico, abrió fuego vivo sobre los realistas que fue de inmediato respondido. El comandante Seaver fue muerto en cubierta, haciéndose cargo del mando Ricardo Baxter.
La capitana argentina intentó avanzar bajo fuego sobre la enemiga pero habiendo perdido a su piloto varó en el banco del oeste de la isla bajo tiro de cañón y de proa al enemigo, con lo que sufrió el fuego sostenido enemigo con fuertes pérdidas y sin poder responder más que con tres cañones, dedicando sus cañones de banda a las baterías en tierra. Brown cuestionó en su parte la manera en que el resto de la escuadra "se condujo durante la acción, a pesar de haberse hecho todas las señales y haber ido personalmente en mi bote antes de las 12 de la noche a instar y suplicar su apoyo, todo lo cual resultó inútil".
En esta, la primera y más sangrienta jornada del Combate de Martín García, Romarate consiguió rechazar exitosamente el asalto. Tras las reparaciones y contando con el solo refuerzo de 49 hombres Brown volvió contra toda previsión al ataque y el 15 de marzo en una operación anfibia tomó la isla y forzó a la escuadra de Romarate a refugiarse en el Río Uruguay, dividiendo definitivamente las fuerzas enemigas y abriendo el camino al bloqueo de la ciudad de Montevideo.

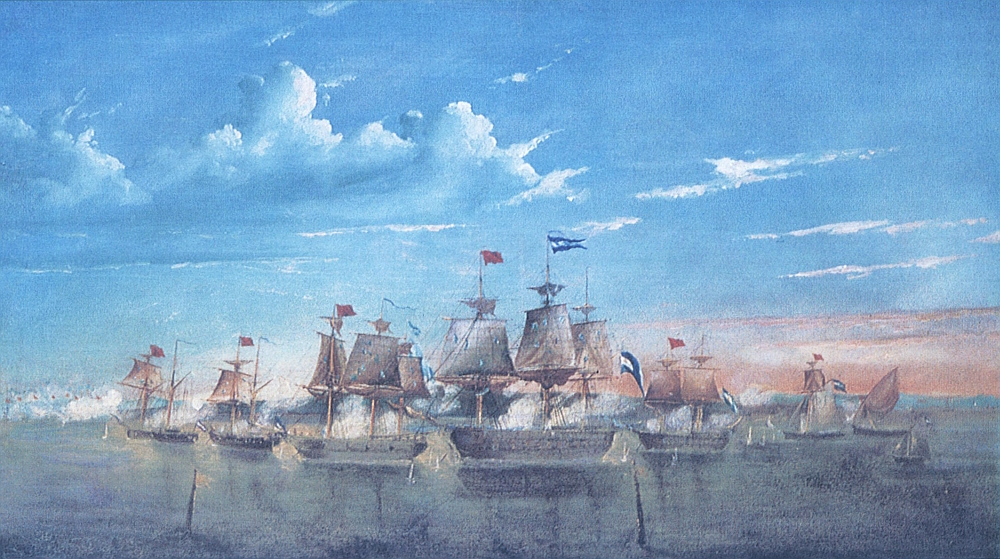
Combate de Martín García.

### Combate del Buceo
Participó luego al mando del sargento mayor Santiago King del Combate naval del Buceo, que se inició el 14 de mayo y, tras cesar por las condiciones meteorológicas adversas, se reinició el 17 frente a Montevideo, culminando con una victoria decisiva de Brown. 
El 17 de abril se hizo cargo del mando Guillermo Mac Dougall.
Participó luego del bloqueo hasta la rendición de la plaza el 23 de junio de 1814.
Finalizada así la campaña y desarmada por razones económicas la escuadra, la Juliet entró el 8 de agosto al Riachuelo para su desarme, a cargo del contramaestre Andrés Falclan. El 15 de noviembre fue dada de baja su tripulación y fue puesta a remate en diciembre de 1814.